# Saint-Gervais-les-Bains
Saint-Gervais-les-Bains (in italiano, desueto, San Gervasio) è un comune francese di 5 813 abitanti situato nel dipartimento dell'Alta Savoia della regione dell'Alvernia-Rodano-Alpi. Si trova nella valle dell'Arve.

## Infrastrutture e trasporti

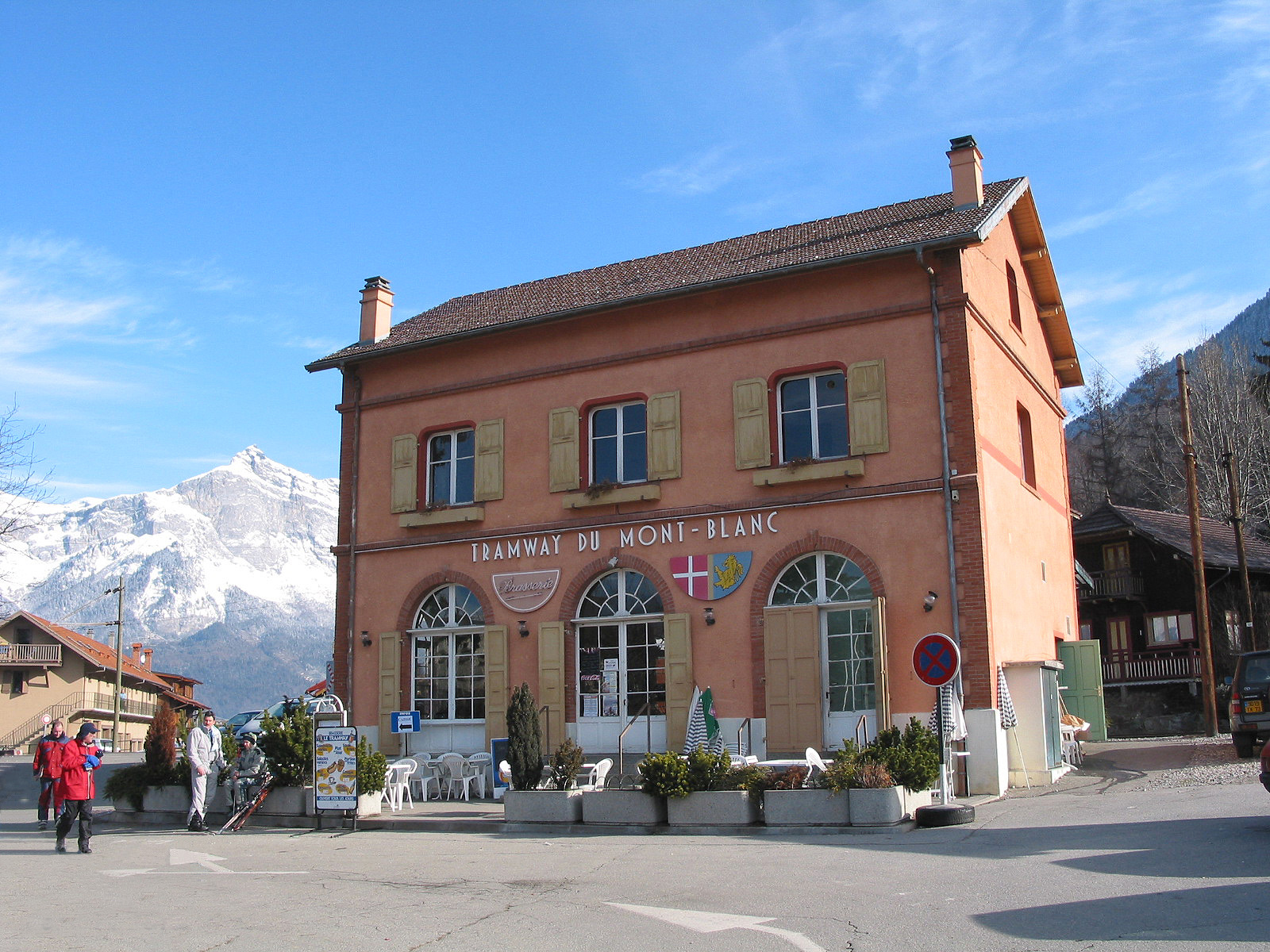
La stazione di Saint-Gervais.

La cittadina è raggiunta dalla ferrovia La Roche-sur-Foron - Saint-Gervais. Da Saint-Gervais è possibile raggiungere la Svizzera, a Martigny, mediante una ferrovia a scartamento metrico, la Martigny-Le Chatelard-Saint Gervais.
Per il centro del paese passa il Tramway du Mont-Blanc, ferrovia a cremagliera che sale fino al Nid d'Aigle ai bordi del ghiacciaio di Bionassay sul massiccio del Monte Bianco.

## Sport
Stazione sciistica, Saint-Gervais-les-Bains ha ospitato numerose gare di Coppa del mondo di sci alpino.

## Amministrazione
Dal 2001 il sindaco è Jean-Marc Peillex.

### Gemellaggi
- Rochefort
- Waldbronn
- Morges

## Società

### Evoluzione demografica
Abitanti censiti